# 欽原
欽原，是上古传说中的鸟，形状像蜜蜂，大小像鸳鸯，蜇中鸟兽鸟兽会死，蜇中树木树木会枯掉。

## 记载
《山海经·西次三经》有云：昆仑山，有鸟焉，其状如蜂，大如鸳鸯，名曰钦原，蠚鸟兽则死，蠚木则枯。 